# Graderia
Graderia es un género de plantas fanerógamas perteneciente a la familia Orobanchaceae, antes clasificada en Scrophulariaceae.  Comprende 6 especies descritas y de estas, solo 6 aceptadas.

## Taxonomía
El género fue descrito por George Bentham y publicado en Prodromus Systematis Naturalis Regni Vegetabilis 10: 521. 1846.    La especie tipo es:  Graderia scabra Benth.	

## Especies aceptadas
A continuación se brinda un listado de las especies del género Graderia  aceptadas hasta mayo de 2014, ordenadas alfabéticamente. Para cada una se indica el nombre binomial seguido del autor, abreviado según las convenciones y usos: 
- Graderia fruticosa Balf.f.
- Graderia linearifolia Codd.
- Graderia scabra Benth.
- Graderia subintegra